# William Kneale
William Calvert Kneale (* 22. Juni 1906 in Liverpool; † 24. Juni 1990 in Grassington, Yorkshire, UK) war ein britischer Logiker, Logikhistoriker und Wissenschaftstheoretiker. Größere Bekanntheit erlangte er durch die gemeinsam mit seiner Frau Martha Kneale verfasste Geschichte der formalen Logik The Development of Logic (1962), die bis heute als Standardwerk auf diesem Gebiet gilt.

## Leben
Kneale besuchte in Liverpool zunächst das Liverpool Institute, bevor er dank eines Stipendiums in klassischer Philologie am Brasenose College, Oxford studieren konnte. Nach seinen Abschlüssen (1925 & 1927) verbrachte er Auslandssemester in Paris und in Freiburg, wo er u. a. Edmund Husserl hörte. Nach ersten Anstellungen als Lehrbeauftragter in Aberdeen und Newcastle wurde er 1932 Fellow des Exeter College, Oxford. Kneale war eng mit Gilbert Ryle befreundet und unterstützte ihn und den Sprachphilosophen John Langshaw Austin in ihren Bemühungen um eine Neuausrichtung der Philosophie in Oxford. Im Gegensatz zu den beiden wird Kneale aber nicht als Vertreter der auch als Oxford Philosophy bezeichneten Philosophie der natürlichen Sprache angesehen. 1938 heiratete er Martha Hurst, die Lehrbeauftragte für Philosophie und Fellow in Lady Margaret Hall war. Die Kinder der beiden sind der Statistiker George Kneale und die Philosophin Jane Heal. Martha Hurst Kneale, Expertin für antike Philosophie, übernahm in dem gemeinsamen Projekt The Development of Logic, an dem beide rund zehn Jahre arbeiteten, die Kapitel zur Logik der griechischen Antike. 1960 wurde Kneale Nachfolger von J. L. Austin als White's Professor of Moral Philosophy. 1963/4 wurde Kneale Vorsitzender der British Society for the Philosophy of Science. 1964 war er Vorsitzender der Kneale-Kommission, die eine umfangreiche Reorganisation des Studiums in Oxford durchsetzte. 1966 zog er sich wohl aus Krankheitsgründen von der Lehre zurück. 1971 bis 1972 war er Vizepräsident der British Academy, zu deren Mitglied er schon 1950 gewählt worden war. Kneale verstarb 1990.

## Werk
Kneale beschäftigte sich seit den 1940er-Jahren mit der Geschichte der Logik, seine ersten Arbeiten auf diesem Gebiet untersuchten die Geschichte der Rezeption des Mitbegründers der formalen Logik George Boole. Sein erster Aufsatz zu diesem Thema, Boole and the Revival of Logic, wurde in der Zeitschrift Mind 1948 veröffentlicht. Als Wissenschaftsphilosoph beschäftigte sich Kneale zudem mit Wahrscheinlichkeitstheorie und induktivem Denken. Zudem verfasste er einige Arbeiten zur philosophischen Logik, insbesondere zur Wahrheitstheorie der natürlichen Sprachen und zur linguistischen Behandlung logischer Paradoxa.
Die Arbeit an Development of Logic erfolgte in den Jahren 1947 bis 1957 in enger Zusammenarbeit mit seiner Frau Martha, die die Kapitel über die Logik der griechischen Antike verfasste. Das Werk stellt die umfangreichste englischsprachige Logikgeschichte aus dem 20. Jahrhundert dar und kann lediglich mit N.I. Styazhkin, Formirovanie matematicheskoj logiki von 1967 verglichen werden. Obwohl Kneale und Kneale die gesamte Geschichte der Logik abdecken, widmen sie Aristoteles und Gottlob Frege verhältnismäßig viel Raum. Das Werk kann somit als Mitursache für die Wiederentdeckung von Freges Denken in den späten 1960er-Jahren betrachtet werden, als deren Proponent Michael Dummett gilt, dessen Kollegen die Kneales in Oxford waren.
Neben den beiden Monographien Development of Logic und Probability and Induction verfasste Kneale über vierzig Beiträge zur Metaphysik, Philosophie des Geistes, zur Wissenschaftstheorie, zu Erkenntnistheorie und zur philosophischen Logik. Von größerem Einfluss war vor allem The Province of Logic, ein recht kurzer Artikel, der 1956 in einem Band erschien, der die zeitgenössische britische Philosophie in Selbstdarstellungen zeigen sollte. In diesem Artikel verallgemeinerte Kneale die Idee der Schlussregeln von einer Beziehung zwischen einzelnen Sätzen zu einer abstrakten Folgerungsbeziehungen zwischen Satzmengen, ähnlich einem Gentzen-Kalkül.

## Veröffentlichungen
Eine Auswahl von Kneales wichtigsten Veröffentlichungen:
- Boole and the revival of logic, in: Mind (n.s.) 57, 149-175, 1948.
- Probability and Induction, Oxford, Clarendon Press, 1949, nachgedruckt 1952, 1963.
- Boole and the algebra of logic, in: Notes and Records of the Royal Society of London 12,53-63, 1956.
- The province of logic, in H.D. Lewis (editor), Contemporary British Philosophy, Third series (London, Allen & Unwin; New York, Humanities Press), 235-261, 1956.
- Gottlob Frege and mathematical logic, in A. J. Ayer et al., The Revolution in Philosophy (London, Macmillan), 26-40, 1956.
- mit Martha Kneale, The Development of Logic, Oxford, Clarendon Press, 1962. ²1984,  ISBN 0-19-824773-7, Google-Buchseitenvorschau
- Russell's paradox and some others, British Journal for the Philosophy of Science 22, 321-328, 1971. Wiederabdruck in: G.W. Roberts (editor), Bertrand Russell Memorial Volume (London, Allen & Unwin; New York, Humanities Press), 34-51.